# Daniil Sobčenko
Danylo Jevhenovyč "Daniil" Sobčenko (ukrajinsky Данило Євге́нович Собченко, * 13. dubna 1991 v Kyjevě, SSSR – 7. září 2011, Jaroslavl, Rusko) byl ruský hokejový útočník ukrajinského původu. Jeho otcem je Jevgenij Sobčenko.
V roce 2011 zahynul při letecké havárii klubu Lokomotiv Jaroslavl, ve kterém působil celou kariéru.

## Reprezentace
S ruskou reprezentací do 17 let se zúčastnil v roce 2007 v Kanadě turnaje World Hockey Challenge (5. místo). V dresu reprezentace do 20 let vyhrál se spoluhráči mistrovství světa juniorů 2011.

### Reprezentační statistiky
| 2008 | Rusko 17 | WCH U17 | 4 | 3 | 1 | 4 | 4 |
| 2011 | Rusko 20 | MS 20   | 7 | 4 | 3 | 7 | 4 |

## Lokomotiv Jaroslavl
Odchovanec Jaroslavle se prosadil do hlavního mužstva v sezoně 2009/2010. V letech 2007–2009 hrál za rezervní tým ve třetí nejvyšší soutěži. I jako hráč áčka posílil občas juniorský celek v mládežnické soutěži MHL.
V roce 2011 jej draftoval klub NHL San José Sharks v šestém kole jako 166. hráče celkově. Otec Sobčenka Jevgenij také hrál na Ukrajině hokej.
| Sezona     | Klub                | Soutěž     | Základní část | Základní část | Základní část | Základní část | Základní část | Play off | Play off | Play off | Play off | Play off |
| Sezona     | Klub                | Soutěž     | Z             | G             | A             | B             | TM            | Z        | G        | A        | B        | TM       |
| ---------- | ------------------- | ---------- | ------------- | ------------- | ------------- | ------------- | ------------- | -------- | -------- | -------- | -------- | -------- |
| 2009/10    | Lokomotiv Jaroslavl | KHL        | 35            | 5             | 1             | 6             | 6             | 6        | 0        | 0        | 0        | 2        |
| 2010/11    | Lokomotiv Jaroslavl | KHL        | 16            | 1             | 1             | 2             | 4             | 17       | 0        | 1        | 1        | 18       |
| KHL celkem | KHL celkem          | KHL celkem | 51            | 6             | 2             | 8             | 10            | 11       | 0        | 1        | 1        | 16       |

## Pohřeb
Ostatky Sobčenka a jeho spoluhráče Vitalije Anikejenka byli po smrti převezeny do rodného Kyjeva, kde byli hráči pohřbeni dle ukrajinských tradic. Na pohřbu kromě tradičního chleba nechyběly ani dresy a fotografie obou hráčů.